# Epexochus
Epexochus — род долгоносиков из подсемейства Lixinae.

## Описание
Надкрылья сильно вздутые на боках, короткояйцевидные, плечи их округлены. Основание переднеспинки прямое. Лапки без явственной волосистой подошвы. Второй сегмент жгутика усиков заметно длиннее первого. Средние и задние голени в вершинной половине с более или менее голым наружным кантом.

## Виды
Некоторые виды:
- Epexochus consobrinus (Faust 1904)
- Epexochus korotyaevi Meregalli & Talamelli 2009
- Epexochus latus Chevrolat 1873
- Epexochus lehmanni (Menetries 1849)
- Epexochus mongolicus Meregalli & Talamelli 2009
- Epexochus voriseki Meregalli & Talamelli 2009